# Рожанський Пантелеймон Петрович
Пантелеймо́н Петро́вич Рожа́нський (9 серпня 1993 Сосни, Літинський район, Вінницька область, — 5 січня 2015 Міньківка, Донецька область, Україна)  — військовик, стрілець-навідник, старший солдат резерву Батальйону імені Кульчицького.
Загинув у ході україно-російської війни, коли 5 січня по дорозі до Донецької області автобус з бійцями зіткнувся з військовим вантажним автомобілем (поблизу села Міньківка Артемівського району).

## Біографія
Рожанський Пантелеймон народився 9 серпня 1993 року на Поділлі, а саме на Вінниччині. Закінчив Вінницький технічний коледж і подався на навчання до Хмельницького технологічного університету.
В буремні 2013–2014 роки відгукнувся на клич українських патріотів і подався на Майдан, захищати гідність свою та свого народу. Активний учасник Революції Гідності, був на Майдані у загоні «Пекельна бочка».
Коли почалася російська інтервенція в Україну Пантелеймон записався добровольцем до лав національної гвардії. Та хлопця не взяли до Нацгвардії, бо він був студентом (адже до закінчення навчання залишався один рік). Пантюша (псевдо бійця) пішов з університету, щоб бути на фронті разом зі своїми побратимами.
Загинув 5 січня поблизу села Міньківка Артемівського району по дорозі до Донецької області під час ДТП. Близько 19:00 під час здійснення ротації в зоні АТО в ДТП на трасі Київ — Довжанський сталось зіткнення військового автобусу з вантажівкою, внаслідок якого загинуло 12 військовослужбовців батальйону оперативного призначення імені генерала Сергія Кульчицького та 21 отримали травми різного ступеня важкості. Від отриманих травм ще один військовослужбовець помер в лікарні. Причиною аварії стали складні погодні умови (ожеледь і обмежена видимість).
Батько, мати й маленька сестричка Пантелеймона (Пантя) не дочекалися його, а 9 січня 2015 року вся округа зібралася і Україна поховала ще одного свого героя.
|  | „Пантя” – В тебе чудові, працелюбні і мужні батьки. Я тепер розумію, в кого ти вдався. В тебе прекрасна і розумна сестричка. Я тепер розумію, хто для неї буде взірцем. Ти не хвилюйся, брате, за неї – вона має тепер цілий батальйон захисників, старших братів... |

## Нагороди та вшанування
- Указом Президента України № 365/2015 від 27 червня 2015 року, «за особисту мужність і високий професіоналізм, виявлені у захисті державного суверенітету та територіальної цілісності України, вірність військовій присязі», нагороджений орденом «За мужність» III ступеня (посмертно)[4].
- 21 серпня 2015 р. до Дня Незалежності України була відкрита меморіальна дошка, яку встановили на фасаді Літинської середньої загальноосвітньої школи І-ІІІ ступенів № 2.
- Вшановується в меморіальному комплексі «Зала пам'яті», в щоденному ранковому церемоніалі 5 січня[5][6].